# TT78
La tombe thébaine TT 78 est située à Cheikh Abd el-Gournah, dans la nécropole thébaine, sur la rive ouest du Nil, face à Louxor en Égypte.
C'est la sépulture d'Horemheb, superintendant du bétail sacré, capitaine des archers durant les règnes d'Amenhotep II à Amenhotep III (XVIIIe dynastie).